# Liste öffentlicher Kneipp-Anlagen in Mecklenburg-Vorpommern
In der Liste öffentlicher Kneipp-Anlagen in Mecklenburg-Vorpommern sind Kneipp-Anlagen in Mecklenburg-Vorpommern aufgeführt. Sie ist primär nach Orten sortiert, unabhängig davon, ob es sich um Ortsteile, Gemeinden oder Städte handelt. Kneipp-Anlagen können laut Kneipp-Bund in Form von Wassertretanlagen oder Armbecken vorliegen und unterliegen grundsätzlich nicht der Trinkwasserverordnung. Kneipp-Anlagen werden häufig künstlich angelegt. Daneben gibt es in den natürlichen Verlauf von Fließgewässern eingebettete Wassertretstellen. Kneippen ist eine Behandlungsmethode der Hydrotherapie, die auf der Grundlage von Sebastian Kneipp angewendet wird. Hierbei wird in kaltem Wasser auf der Stelle geschritten. In Armbecken werden die Arme bis zur Mitte der Oberarme ins kalte Wasser getaucht. Der Artikel ist Teil der übergeordneten Liste öffentlicher Kneipp-Anlagen in Deutschland. Die Liste erhebt keinen Anspruch auf Vollständigkeit.

## Liste
Derzeit sind in Mecklenburg-Vorpommern zwei öffentliche Kneipp-Anlagen erfasst (Stand: 23. November 2018):
| Bild | Ort                  | Kreis                       | Beschreibung                                                                                       | ↴ Zufluss / ↳ Abfluss | Standort                     |
| --- | -------------------- | --------------------------- | -------------------------------------------------------------------------------------------------- | --------------------- | ---------------------------- |
| Bild gesucht Die Wikipedia wünscht sich an dieser Stelle ein Bild vom Ort mit diesen Koordinaten 54.151865 11.900824 . Motiv: Kneipp-Anlage Börgerende Falls du dabei helfen möchtest, erklärt die Anleitung , wie das geht. BW | Börgerende-Rethwisch | Rostock                     | am Campingplatz Ostsee Ferien-Camp in Börgerende                                                   |                       | 54° 9′ 7″ N, 11° 54′ 3″ O    |
| Bild gesucht Die Wikipedia wünscht sich an dieser Stelle ein Bild vom Ort mit diesen Koordinaten 53.33759 13.432209 . Motiv: Kneipp-Anlage Feldberg Falls du dabei helfen möchtest, erklärt die Anleitung , wie das geht. BW    | Feldberg             | Mecklenburgische Seenplatte | Kurpark mit Kneippanlage, direkt im Ort Feldberg am Haussee der Feldberger Seenlandschaft gelegen. |                       | 53° 20′ 15″ N, 13° 25′ 56″ O |